# Krummholz

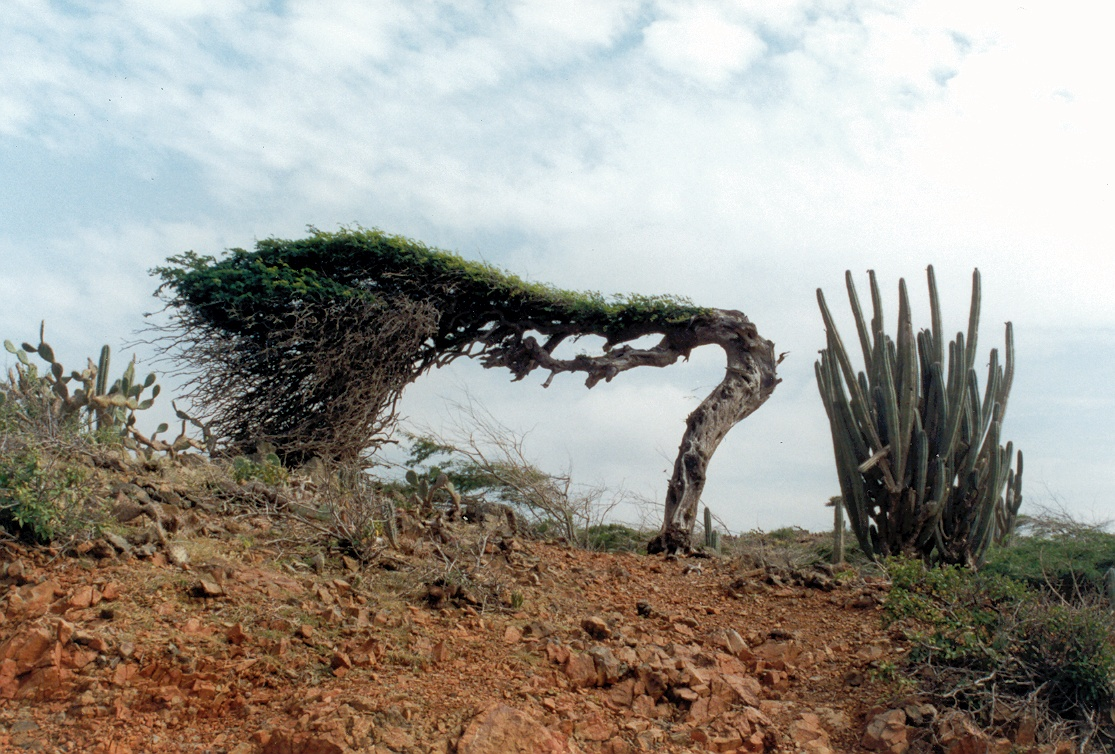
"Divi-divi" (Caesalpinia coriaria), Aruba

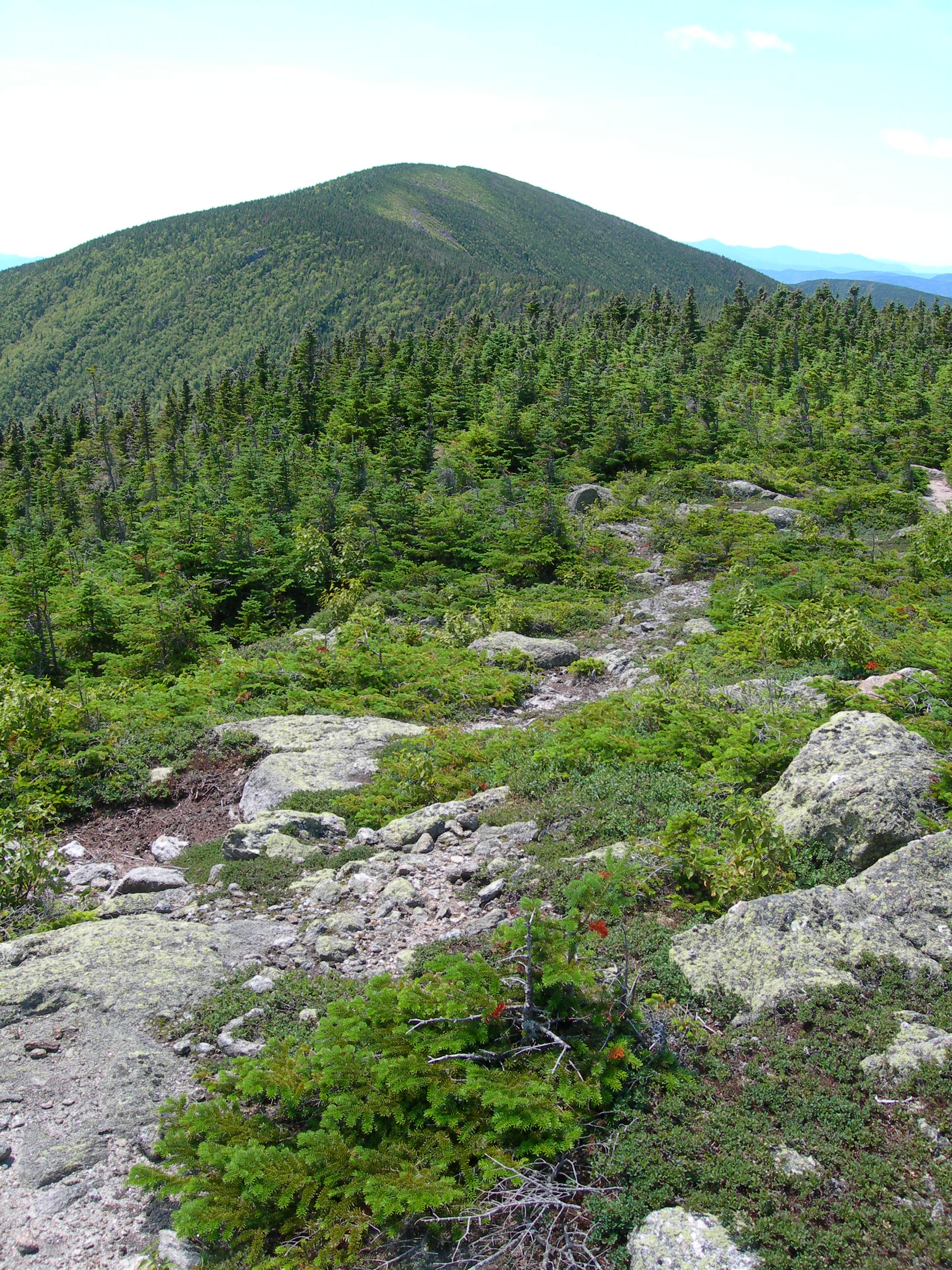
À l'avant plan, krummholz de sapins baumiers au mont Hight, New Hampshire

Krummholz (de l'allemand : krumm : tortueux, courbé, crochus et Holz : bois) est un terme utilisé pour décrire la stature rabougrie et de forme inhabituelle des arbres soumis aux contraintes du vent (phénomène d'anémomorphose), des basses températures, de la neige, généralement à la limite (écotone) de la forêt dans les régions montagneuses ou littorales. En français le port de ces arbres est dit « en drapeau ».
Les termes tuckamore ou tuckamoor sont parfois aussi utilisés pour désigner les arbres rabougris trouvés le long des côtes venteuses. 

## Principes
La structure particulière du krummholz provient de l'assèchement des nouvelles pousses par le vent. 
Le taux de croissance est diminué ou complètement entravé du côté des vents dominants. L'arbre prend alors une allure de bannière avec les branches d'un seul côté du tronc (port en « drapeau »). 
Dans les cas extrêmes, même la croissance apicale est empêchée ce qui provoque le développement de plus d'un tronc et donne à l'arbre l'allure typiquement informe du krummholz. 
Près des côtes, le sel marin et l'abrasion par le sable s'ajoutent parfois au seul effet du vent.  

## Seuils
Un vent constant de 27 km/h à 36 km/h provoque une réduction de la taille des feuilles et de la longueur des entre-nœuds. 

Un vent constant de plus de 70 km/h réduit de beaucoup la croissance de l'arbre et conduit éventuellement à sa mort.  
Les conifères et les ifs sont plus sujets à adopter cette forme particulière, car ceux-ci croissent plus fréquemment que les feuillus dans les zones venteuses alpines et côtières. 

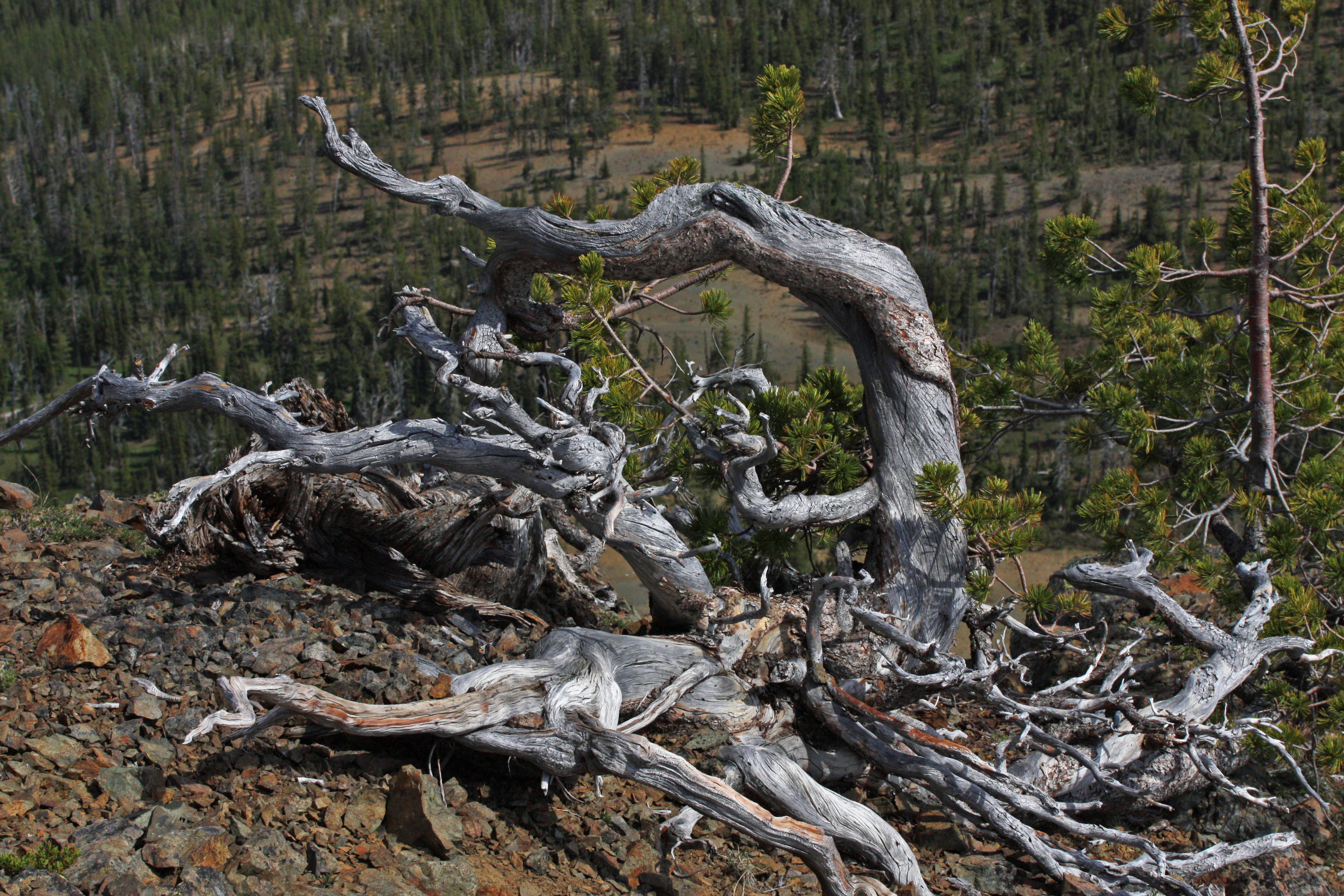
Pin à écorce blanche en krummholz, Monts Wenatchee
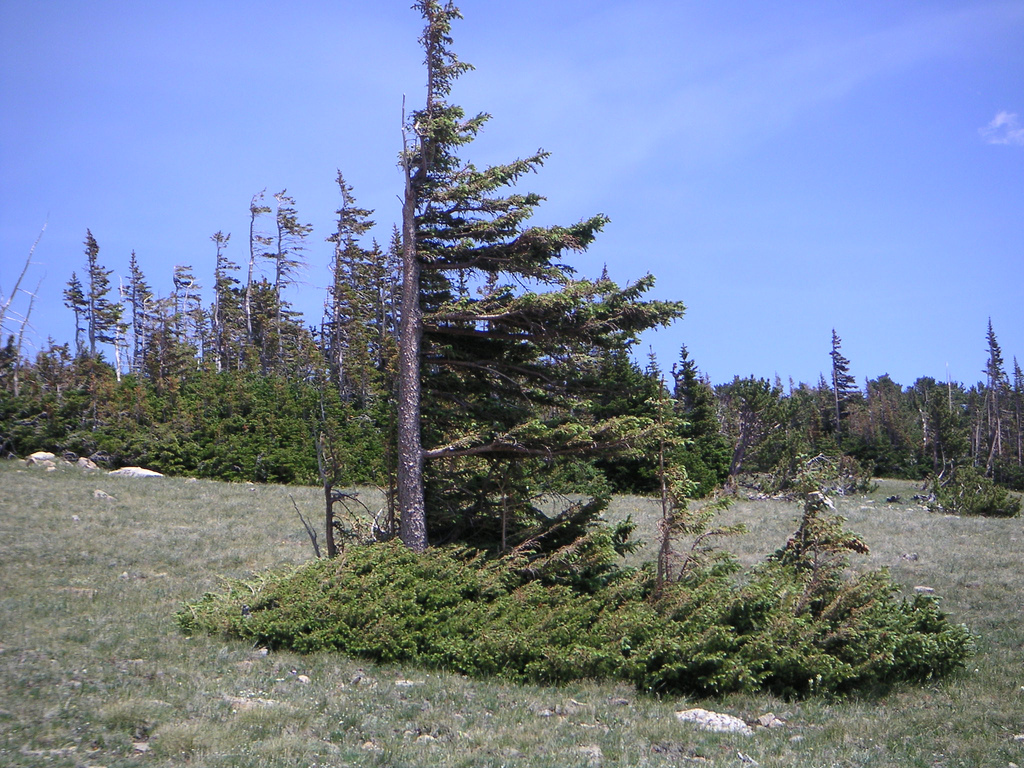
Épinette d'Engelmann battu par les vents, Colorado